# Yotaro Sato
Yotaro Sato, född 10 augusti 2004, är en japansk konstsimmare. Hans äldre syster, Tomoka Sato, är också en konstsimmare.

## Karriär
I juni 2022 vid VM i Budapest tog Sato silver tillsammans med sin syster Tomoka Sato i både det tekniska programmet för mixade par och det fria programmet för mixade par. I augusti 2022 vid junior-VM i Québec tog han silver i både det tekniska och fria soloprogrammet samt guld tillsammans med Ayano Shimada i både det tekniska och fria programmet för mixade par.
I juli 2023 vid VM i Fukuoka tog Sato guld tillsammans med sin syster Tomoka Sato i det tekniska programmet för mixade par samt var en del av Japans lag som tog brons i det akrobatiska lagprogrammet.